# Sepideh Raissadat
Sepideh Raissadat (in persiano: سپیده رئیس‌سادات‎; Teheran, 1980) è una cantante iraniana.

## Biografia
Specializzata in diversi metodi di canto originari del suo paese, è conosciuta per aver inciso in duetto con Franco Battiato il brano Il venait d'avoir 18 ans (ispirato al romanzo di Colette Il grano in erba e portato al successo da Dalida) contenuto nell'album Fleurs 2, pubblicato nel novembre 2008.
In Italia, dove si è trasferita per studiare musicologia (è iscritta al DAMS di Bologna), dopo aver conseguito nel 2002 il diploma in Belle Arti), è nota anche per aver cantato in manifestazioni di musica etnica (a Bologna, canti delle mondine) e per aver partecipato all'incisione di canti popolari della Sardegna (con Andrea Parodi, già del gruppo dei Tazenda, con cui si è esibita al "Sardinian Folks Music") e per aver eseguito il brano La Pasqua, su versi in ebraico ed arabo dal Salmo 121, Canto da "La Bibbia Giorno e Notte", alla Basilica di Santa Croce in Gerusalemme a Roma.
Fa parte della sezione Soprani di Mikrokosmos - Coro Multietnico di Bologna.
In accordo con quanto riporta la biografia contenuta nel suo sito web, ha iniziato a studiare canto a nove anni. Nel 2000 ha registrato Konj-e-Sabouri in duo con A. Rostamian e Parviz Meshkatian. In seguito si è esibita in concerto con il Norouz Ensemble al teatro Niyavaran di Teheran.
Sempre in Italia - dove ha partecipato a programmi televisivi RAI, cantando su musiche di compositori iraniani e non iraniani - ha svolto seminari di studio sulla musica dell'antica Persia.